# Pultenaea strobilifera
Pultenaea strobilifera är en ärtväxtart som beskrevs av Meissner. Pultenaea strobilifera ingår i släktet Pultenaea och familjen ärtväxter. Inga underarter finns listade i Catalogue of Life.